# Caroline Bertuch

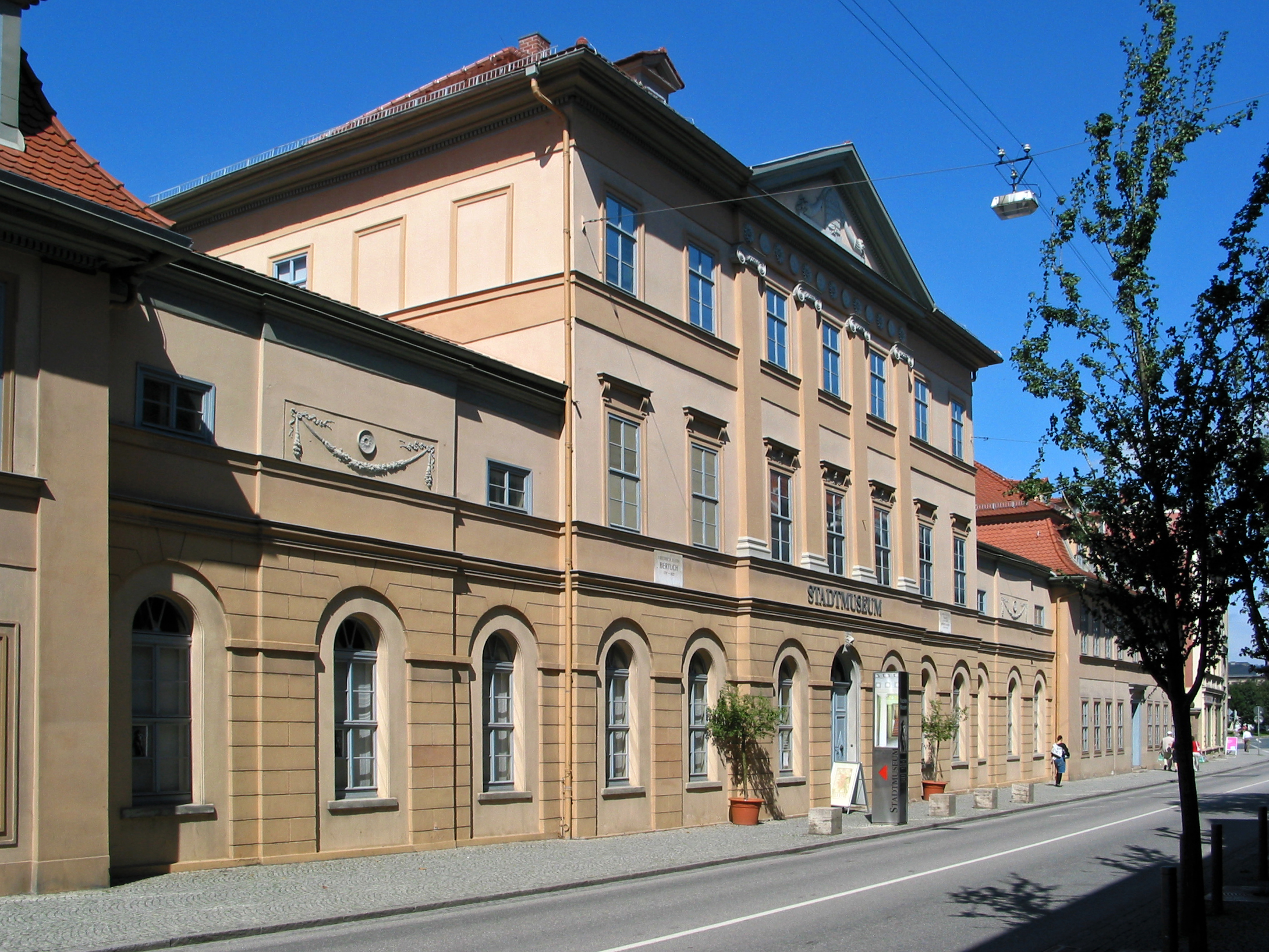
Familjen Bertuchs kombinerade bostad och kommersiella byggnad, som numera är säte för Weimar stadsmuseum.

Caroline Bertuch, född 1751, död 1810, var en tysk affärsidkare.  
Hon gifte sig 1776 med förläggaren Friedrich Justin Bertuch. Hon blev en känd figur i den dåtida berömda klassiska Wiemar-epoken. Hon grundade och drev från 1782 en modebutik i Wiemar, som specialiserade sig på att tillverka konstgjorda dekorationsblommor och som var känd under sin samtid och sysselsatte många kvinnliga hantverkare. Hon medverkade även i modejournalen Journal des Luxus und der Moden (1787-1812). Som gift kvinna var hon omyndig och hon drev sin verksamhet under sin makes namn, men han stödde den och gav henne också grundkapitalet för att starta den. Hon är också känd för sin brevväxling med Goethe.